# Santuario della Madonna delle Grazie (Massa)
Il santuario della Madonna delle Grazie è un edificio di culto cattolico situato in via delle Grazie a Massa in Toscana.

## Storia
Il santuario si trova sul versante di un colle affacciato sul paese della Rocca e sulla parte settentrionale della città di Massa, poco sopra la Villa Massoni, in una zona chiamata Selva del Paradiso. Qui, sorgeva in antichità un gruppo di abitati non lontani dal comunello di Volpigliano, rappresentati anche in alcune carte dell'epoca conservate all'Archivio di Stato di Massa. Secondo la tradizione, proprio tra la boscaglia e alcune case di legno malridotte, nel 1684 dei ragazzi scoprirono un dipinto della Beata Vergine. In seguito, in questo luogo incominciarono a verificarsi miracoli; una storia che si ripete spesso anche in altri luoghi della città di Massa. Così, nel 1691, Alberico II re di Massa decise di costruire una chiesa.

## Descrizione
Ancora oggi, il santuario presenta una facciata con un loggiato ed un "finto rosone", formato da un dipinto attaccato alla parete; caratteristici della chiesa sono i due campanili laterali. L'interno è composto da una sola navata, che termina con il presbiterio rialzato contenente l'altare maggiore, conservatore dell'affresco miracoloso della Madonna delle Grazie, vestita di rosso col caratteristico mantello bianco, col piccolo Gesù sulle ginocchia. La navata comprende inoltre molti altari laterali con tele dedicate a san Luigi e alla SS. Trinità, mentre in quello maggiore un quadro dedicato a san Domenico.